# Latrodectus menavodi
Latrodectus menavodi là một loài nhện trong họ Theridiidae.